# Europejski Sojusz Lewicy dla Ludzi i Planety
Europejski Sojusz Lewicy dla Ludzi i Planety (ang. European Left Alliance for the People and the Planet, w skrócie ELA) – europejska partia polityczna zrzeszająca lewicowe, w tym socjaldemokratyczne, socjalistyczno demokratyczne, ekosocjalistyczne i feministyczne partie polityczne.
Jej posłowie działają w ramach Grupy Lewicy w Parlamencie Europejskim – GUE/NGL. Ugrupowanie ściśle współpracuje z CEEGLA.

## Historia
Po wyborach do Parlamentu Europejskiego z 2024 doszło do rozłamu wewnątrz Partii Europejskiej Lewicy. Wówczas ugrupowanie opuścili Czerwono-Zieloni, Blok Lewicy i Sojusz Lewicy.
Partia została założona 28 sierpnia 2024 przez duńskich Czerwono-Zielonych, fiński Sojusz Lewicy, francuską La France Insoumise, polską Partię Razem, portugalski Blok Lewicy, hiszpański Podemos i szwedzką Partię Lewicy.
27 września 2024 Urząd ds. Europejskich Partii Politycznych i Europejskich Fundacji Politycznych oficjalnie zarejestrował ELA jako europejską partię polityczną. Jej współprzewodniczącymi zostali Malin Björk (Partia Lewicy) i Catarina Martins (Blok Lewicy), sekretarzem generalnym - Sophie Rauszer (La France Insoumise), a skarbnikiem Zofia Malisz (Razem).

## Deklaracja programowa
W swoim programie skupia się na kwestiach zdecydowanej polityki klimatycznej (w tym za sprawiedliwą społecznie i szybką transformacją energetyczną), ochrony bioróżnorodności i środowiska naturalnego, obrony praw pracowniczych, walki z nierównościami społecznymi, prowadzenia aktywnej polityki inwestycyjnej (m.in. w mieszkalnictwo, infrastrukturę, solidarny rynek energetyczny, nowoczesne technologie), solidaryzmu państw Unii Europejskiej czy obrony praw człowieka (w tym praw kobiet i osób LGBT). 
Ugrupowanie dąży do lepszej reprezentacji lewicy z regionu Europy Środkowo-Wschodniej i angażuje się w jej budowę, blisko współpracując z CEEGLA, którego Partia Razem jest współzałożycielem. ELA solidaryzuje się z Ukrainą i Palestyną. Potępia rosyjską inwazję na Ukrainę z 2022, ludobójstwo w Stefie Gazy i okupację ziem palestyńskich przez Izrael. 

## Partie członkowskie
Ugrupowanie skupia partie, które łączy spektrum demokratycznego socjalizmu, ekosocjalizmu, socjaldemokracji i feminizmu oraz długie tradycje współpracy ze sobą.
| Państwo    | Partia              | Eurodeputowani | Miejsca w parlamencie krajowym |
| ---------- | ------------------- | -------------- | ------------------------------ |
| Dania      | Czerwono-Zieloni    | 1/14           | 9/179 Folketinget              |
| Finlandia  | Sojusz Lewicy       | 3/15           | 11/200 Eduskunta               |
| Francja    | La France Insoumise | 9/81           | 71/577 Zgromadzenie Narodowe   |
| Francja    | La France Insoumise | 9/81           | 0/348 Senat                    |
| Polska     | Partia Razem        | -              | 5/460 Sejm                     |
| Polska     | Partia Razem        | -              | 0/100 Senat                    |
| Portugalia | Blok Lewicy         | 1/21           | 5/230 Zgromadzenie Republiki   |
| Hiszpania  | Podemos             | 2/61           | 4/350 Kongres Deputowanych     |
| Hiszpania  | Podemos             | 2/61           | 0/265 Senat                    |
| Szwecja    | Partia Lewicy       | 2/21           | 24/349 Rikstag                 |

## Wyniki wyborcze i miejsca w Parlamencie Europejskim

### Parlament Europejski X kadencji[a]
| Państwo                                           | Partia                                            | Eurodeputowani |
| ------------------------------------------------- | ------------------------------------------------- | -------------- |
| Dania                                             | Czerwono-Zieloni                                  | 1/14           |
| Finalndia                                         | Sojusz Lewicy                                     | 3/15           |
| Francja                                           | La France Insoumise                               | 9/81           |
| Polska                                            | Partia Razem                                      | -              |
| Portugalia                                        | Blok Lewicy                                       | 1/21           |
| Hiszpania                                         | Podemos                                           | 2/61           |
| Szwecja                                           | Partia Lewicy                                     | 2/21           |
| Łącznie w Grupie Lewicy w Parlamencie Europejskim | Łącznie w Grupie Lewicy w Parlamencie Europejskim | 18/46          |
| Łącznie w Parlamencie Europejskim                 | Łącznie w Parlamencie Europejskim                 | 18/720         |